# Potzlach-Museum
Das Potzlach-Museum in Hannover-Bemerode präsentiert Werke des Outsider-Künstlers Walter Reinhardt. Benannt ist es nach der von Reinhardt erfundenen Figur des „Potz“. Verwaltet und geleitet wird das Museum von seiner Witwe Birgit Jahn-Reinhardt. Die Fassade ihres privaten Wohnhauses wurde nach Motiven des Malers farbig und skulptural gestaltet.

## Geschichte
Walter Reinhardt (* 1932 in Bad Kissingen, † 2011 in Hannover) war neben seinem Beruf als Gastronom zeitlebens künstlerisch tätig und hinterließ ein umfangreiches Werk, das in Teilen noch zu Lebzeiten und auch nach seinem Tod in Ausstellungen in Niedersachsen gezeigt wurde. Den Grundstock für eine eigene Kunstsammlung legte Reinhardt Anfang der 1980er Jahre mit dem Erwerb des Kunstbestandes der Junior Galerie in Goslar. Das Konvolut umfasste rund 60 Werke, darunter Arbeiten von Friedrich Schröder-Sonnenstern, Richard Lindner, HA Schult, Otmar Alt, Salvador Dalí, Heinz Mack, Horst Janssen und Andy Warhol. Einige der Arbeiten wurden in seinem ab 1981 als Inhaber geführten Restaurant Reinhardtshöhe in Salzgitter-Lebenstedt ausgestellt, das er eigenhändig mit zwei handausgemalten Räumen künstlerisch gestaltete. Nach Aufgabe der hauptberuflichen Tätigkeit und dem Umzug nach Hannover richtete sich Reinhardt in seinem Doppelwohnhaus ein Atelier ein und führte dort seine künstlerische Tätigkeit weiter. Nach seinem Tod wurde der ehemalige Wohnbereich einschließlich des Ateliers für die öffentliche Präsentation seiner Arbeiten eingerichtet.

## Sammlung
Im Museum werden in drei thematisch geordneten Räumen, darunter das ehemalige Atelier, sowie im Treppenhaus ausgewählte Originale von Walter Reinhardt präsentiert. Das Werk umfasst Gemälde, Zeichnungen, Plakate, Siebdrucke, Collagen, Mischtechniken und kunsthandwerkliche Gegenstände. Als eigene Erfindung von Reinhardt gilt die Figur des „Potz“, einer Art Mischwesen zwischen Figur und Ornament, die er in zahlreichen Variationen ausführte. Als Vorlage dienten ihm vielfach Schriftzeichen aus dem japanischen Okkultismus, die Engel, geistliche Lehrer oder Figuren aus den Tierkreiszeichen bezeichnen. Ergänzt wird die Präsentation mit persönlichen Gegenständen des Malers. Zahlreiche weitere Werke, darunter auch Werke aus der erworbenen Sammlung, sind in den Privaträumen ausgestellt. Das nicht zum Museum gehörende Wohnzimmer ist mit Originalmöbeln und Kunstgegenständen aus dem Restaurant Reinhardtshöhe in Salzgitter dem damaligen Gastraum nachempfunden und wird in Verbindung mit den Führungen für eine Bewirtung genutzt. Das Museum kann seit Januar 2017 öffentlich nach Vereinbarung besucht werden. Um das Werk dem Publikum in Katalogform zugänglich zu machen, wurde der 4000 Werke umfassende Bestand komplett archivarisch erfasst. Zusätzlich wurden die Tagebücher des Künstlers transkribiert und sind auf der Homepage des Künstlers abrufbar.

## Ausstellungen
- 20. Oktober – 14. November 1992: Magischer Realismus, Stadtbibliothek in Salzgitter-Lebenstedt mit Einführung von Peter-Jürgen Schneider zum 60. Geburtstag von Walter Reinhardt
- 13. September – 26. Oktober 2002: Stadtbibliothek in Salzgitter-Lebenstedt mit  Einführung von Peter Jürgen Schneider zum 70. Geburtstag von Walter Reinhardt
- 2012: Café Salikum, Hannover
- 23. Juli bis 15. September 2012: Hotel am See, Salzgitter-Lebenstedt
- 16. September 2012 – 28. Februar 2013: Medicinum, Facharztzentrum Hildesheim
- 28. Oktober 2012: zum 80. Geburtstag Galerie Kramski, Burgdorf
- 23. November 2014: Rathaus-Galerie, Bad Harzburg